# Rifaat El-Fanageely
Rifaat El Fanageely (arabe : رفعت الفناجيلي) (né le 1er mai 1936 à Damiette en Égypte et mort le 23 juin 2004) est un joueur de football international égyptien, qui évoluait au poste de défenseur.

## Biographie

### Carrière en club
Formé dans le club de Suez, Rifaat El-Fanageely est recruté par Al Ahly SC en 1953, le principal club égyptien de l'époque, dont il devient une pièce maitresse en défense jusqu'en 1967 et avec lequel il remporte sept titres de champions et six coupes d'Égypte.

### Carrière en sélection
Avec l'équipe d'Égypte, il dispute les jeux olympiques à deux reprises, en 1960 et en 1964. En 1964, il est élu meilleur défenseur de la compétition.
Avec la sélection nationale, il remporte également les deux premières éditions de la coupe d'Afrique des nations, en 1957 et 1959. Il est également de l'aventure en 1963, terminée à la troisième place de la compétition. Il prend sa retraite internationale en 1970.